# Wilhelm Enz
Wilhelm Enz (* 11. März 1878 in Schwäbisch Gmünd; † 29. September 1966 in Wuppertal) war ein deutscher Politiker (SPD).

## Leben
Wilhelm Enz wurde als Sohn eines Drechslermeisters geboren. Nach dem Besuch der Volksschule absolvierte er von 1892 bis 1895 eine Lehre als Drechsler und übte diesen Beruf bis zu einem Betriebsunfall im Jahre 1899 aus. Im Anschluss arbeitete er bis 1903 als kaufmännischer Angestellter. Er war von 1904 bis 1908 als Angestellter bei der Gemeinsamen Ortskrankenkasse in Cannstatt und von 1908 bis 1919 als Angestellter (Sekretär) bei der AOK Barmen tätig. Des Weiteren übte er 1914 eine Tätigkeit als Angestellter bei der Centralstelle für Arbeiterjugend in Barmen aus. Von 1919 bis 1922 war er Leiter der Bezirksgeschäftsstelle der Reichszentrale für Heimatdienst in Barmen. Ab 1923 arbeitete er als Angestellter bei der AOK Elberfeld (seit 1929 Wuppertal), zuletzt als Oberinspektor.
Enz trat 1908 in die SPD ein. Er war von 1919 bis 1929 Stadtverordneter in Barmen und von 1928 bis 1932 Mitglied des Preußischen Landtages. Nach der Machtübernahme der Nationalsozialisten wurde er 1933 bei der AOK entlassen, dann inhaftiert und später ins Düsseldorfer Untersuchungsgefängnis überführt. Von Juli 1945 bis Mai 1946 war er zunächst kommissarischer Leiter, von Juni 1946 bis September 1952 schließlich Leiter der AOK Wuppertal. Von 1945 bis 1948 war er Mitglied der Wuppertaler Stadtverordnetenversammlung.